# Estée Lauder
Estée Lauder, z domu Josephine Esther Mentzer (ur. 1 lipca 1906 Nowym Jorku, zm. 24 kwietnia 2004 tamże) – amerykańska założycielka koncernu kosmetycznego, miliarderka.

## Życiorys
Urodziła się w nowojorskim Queens jako najmłodsze z dziewięciorga dzieci. Jej matka, Rose pochodziła z Węgier, a ojciec z Czech. Ojciec prowadził sklep z artykułami żelaznymi. Do branży kosmetycznej weszła za sprawą swego wuja, doktora Johna Schotza, który od 1924 prowadził własne przedsiębiorstwo „New Way Laboratories”.
W 1930 r. poślubiła Joe Laudera, a w 1942 roku zajęła się sprzedażą kosmetyków. W lutym 1944 założyła biuro na 39 East 60th St. Pracę w przemyśle kosmetycznym rozpoczęła od sprzedaży kremów do twarzy, wyprodukowanych we własnej kuchni. W 1946 roku założyła rodzinne przedsiębiorstwo „Estée Lauder Inc.”. Przełom nadszedł wraz z powstaniem pierwszego zapachu Lauder – olejku do kąpieli „Youth Dew”. Zapach, pozostający na skórze przez cały dzień, cieszył się niezwykłym powodzeniem, gdyż konkurenci stawiali przede wszystkim na kosmetyki pielęgnujące, kosmetyki zapachowe stawiając niemal na ostatnim miejscu. Lauder szybko wykorzystała zainteresowanie, tworząc całą linię kosmetyków „Youth Dew”.
Nie mając odpowiednio dużego budżetu na reklamę, regularnie dawała darmowe pokazy w salonach piękności oraz wprowadziła zwyczaj dodawania bezpłatnych próbek przy zakupie kosmetyku lub oferując drobny kosmetyk w prezencie przy zakupie. Koncentrowała się nie na korzyściach zdrowotnych kosmetyku, a na jego wysokiej cenie i jej uzasadnieniu. W 1972 r. Estée przekazała zarządzenie przedsiębiorstwem swemu synowi Leonardowi. Jako że opierała się wprowadzeniu przedsiębiorstwa na giełdę, akcje weszły na rynek dopiero po jej odejściu z kierownictwa firmy, w 1995 roku.
Na liście miesięcznika „Fortune” z 2003 r. Estée Lauder była 349. firmą w USA, o przychodach ponad 4,5 miliarda dolarów, zatrudniającą 21,5 tysiąca pracowników. Serie produktów firmy Lauder – Estee Lauder, Clinique, Aramis, Prescriptives, Origines – są sprzedawane w ponad 130 krajach, przy współpracy ze znanymi domami towarowymi (Harrods w Londynie, Galeries Lafayette w Paryżu, Saks Fifth Avenue w Nowym Jorku).
Estée Lauder znalazła się w gronie dwudziestu największych geniuszy biznesu XX wieku według tygodnika „Time” (1998). W wywiadach podkreślała znaczenie sprzedaży jako źródła sukcesu (odwiedzała osobiście salony firmy i brała udział w promocjach produktów). W 2004 roku została odznaczona Medalem Wolności USA.
Cierpiała na lęk wysokości, jej główne biuro mieściło się więc na drugim piętrze (666 Fifth Avenue).